# مداح القمر
مداح القمر هي أغنية ألفها محمد حمزة، ولحنها بليغ حمدي، وغناها عبد الحليم حافظ، وغناها عبد الحليم لأول مرة في 19 نوفمبر 1971، الموافق لثاني أيام عيد الفطر 1391 هـ.[بحاجة لمصدر]

## الأغنية
- بعد الانتهاء من تأليف هذه الأغنية، وتلحينها، كان من المفترض أن يتم غناؤها مباشرة بعد عمل التدريبات اللازمة، إلا أن نزيفاً حاداً حدث لعبد الحليم أجبره على السفر للعلاج، وبعد عودته اكتشف أن محمد حمزة قد بدأ كتابة أغنية موعود، فقرر عبد الحليم أن تستكمل كتابة موعود ثم تلحن ويغنيها أولاً، وذلك لتشابه معاني مطلعها مع حالته، أما مداح القمر فتم لنهاية عام 1971.[1][2]
- أثناء تقديم عبد الحليم للأغنية في الحفل الخاص بها، عرّف بليغ حمدي بأنه «أمل مصر في الموسيقى»، وربما كان ذلك سببه إعجابه بلحن هذه الأغنية، وهو لحن جميل من ألحان بليغ حمدى.
- في الأغنية تم استخدام أغنية تراثية من مدينة حلب السورية، وهي أغنية «قدّك المياس»، على الرغم من أن «قدّك المياس» التي غناها عبد الحليم تختلف كلماتها وألحانها شيئاً ما عن الأغنية الأصلية والتي كان المطرب السوري صباح فخري من بين الذين غنوها.